# شمال فیلادلفیا
شمال فیلادلفیا (به انگلیسی: North Philadelphia) یک منطقهٔ مسکونی در ایالات متحده آمریکا است که در فیلادلفیا واقع شده‌است. شمال فیلادلفیا ۲۴۰٬۷۸۱ نفر جمعیت دارد. در فیلادلفیا شمالی هفت کد پستی وجود دارد: ۱۹۱۳۲، ۱۹۱۳۳، ۱۹۱۲۱، ۱۹۱۲۲، ۱۹۱۳۰، ۱۹۱۲۳ و ۱۹۱۲۰